# Vločková spirální galaxie

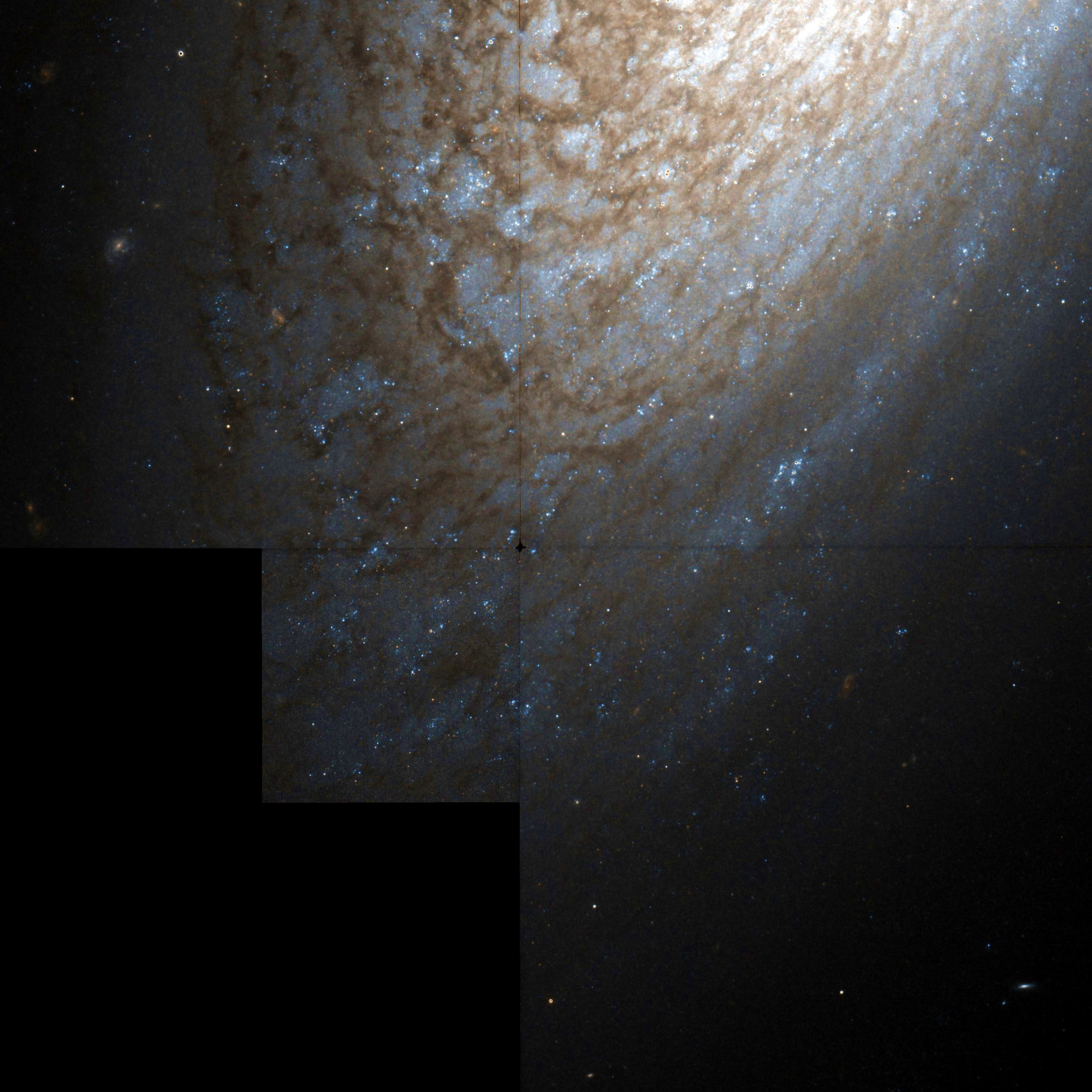
NGC 2841, ukázková vločková galaxie

Vločková spirální galaxie je druh spirální galaxie. Na rozdíl od spirálních galaxií s výraznými rameny jsou vločkové galaxie skvrnité a mají přerušovaná ramena.
Přibližně 30 % spirálních galaxií patří mezi vločkové, dalších 10 % jich má výrazná ramena a ostatní se řadí mezi víceramenné galaxie.
Víceramenné se také někdy řadí k vločkovým galaxiím.
Ukázkovou vločkovou galaxií je NGC 2841.

## Příklady
| Název                         | Typ       | Obrázek | Souhvězdí       | Poznámky |
| ----------------------------- | --------- | ------- | --------------- | -------- |
| NGC 4414                      | SA(rs)c   |         | Vlasy Bereniky  | [ 6 ]    |
| NGC 2841                      | SA(r)b    |         | Velká medvědice | [ 5 ]    |
| NGC 3521                      | SAB(rs)bc |         | Lev             | [ 5 ]    |
| NGC 7793                      | SA(s)d    |         | Sochař          | [ 5 ]    |
| Galaxie Větrník (Messier 101) | SAB(rs)cd |         | Velká medvědice | [ 7 ]    |